# Кити, Ваннино
Ваннино Кити (итал. Vannino Chiti; род. 26 декабря 1947, Пистоя) — итальянский политик, губернатор Тосканы (1992—2000), министр институциональных реформ и по связям с парламентом Италии (2006—2008).

## Биография
Доктор философии, активист католического движения, член Итальянской коммунистической партии, учредитель премии «Золотой Пегас», которой были удостоены Горбачёв, Жак Делор, Рабин и Арафат.
В 1970 году избран в коммунальный совет Пистои, позднее стал асессором городской администрации и мэром города. В 1985 году избран в региональный совет Тосканы, в январе 1992 года стал губернатором этой итальянской области (в 1991 году после самороспуска ИКП оказался в числе сторонников Акилле Оккетто и принял активное участие в формировании Демократической партии левых сил). В 1996 году, после наводнения Версилье и Гарфаньяне назначен правительственным комиссаром по восстановительным работам. С 1997 по 2000 год являлся президентом Конференции регионов Италии, в 2000—2001 годах — младшим статс-секретарём аппарата второго правительства Амато по вопросам издательского дела.
С 2001 по 2006 год входил во фракцию «Левые демократы — Оливковое дерево» Палаты депутатов Италии 14-го созыва, с 2006 по 2008 год — во фракцию «Демократическая партия — Оливковое дерево» Палаты 15-го созыва.
С 17 мая 2006 по 7 мая 2008 года являлся министром без портфеля по институциональным реформам и связям с парламентом Италии во втором правительстве Проди. 7 мая 2008 года, за день до роспуска правительства, вышел из него в связи с избранием на должность заместителя председателя Сената Италии.
В 2008 году избран в Сенат 16-го созыва по спискам Демократической партии, с 2008 по 2013 год являлся заместителем председателя Сената, в 2013 году переизбран в верхнюю палату парламента.
В июне 2014 года Демократическая партия вывела Ваннино Кити и его единомышленника Коррадино Минео из состава Комиссии по конституционным вопросам Сената, поскольку они при обсуждении предложенного правительством Ренци проекта нового закона о выборах «Италикум» выступали против его утверждения.
Автор ряда книг, в том числе посвящённых диалогу левых и католиков.

## Труды
- В соавторстве с Димитрием Вольчичем: Интервью о федерализме. Доводы регионов: случай Тосканы (Intervista sul federalismo. Le ragioni delle regioni: il caso Toscana, Giunti, 1995)
- Неверующие и католики. По ту сторону грани между разумом и верой (Laici & cattolici. Oltre le frontiere tra ragione e fede, Giunti, 1999)
- Левые, какими я хотел бы их видеть. Путевые заметки в мире, который меняется (La sinistra che vorrei. Appunti di viaggio in un mondo che cambia,  Editori Riuniti, 1999)
- В соавторстве с Марко Кити: Ностальгия о завтрашнем дне. Дневник на два голоса (Nostalgia del domani. Un diario a due voci, Giunti, 2006)
- Возможные левые. Демократическая партия в борьбе с будущим (La sinistra possibile. Il partito democratico alle prese col futuro, Donzelli, 2009)
- В соавторстве с Микеле Чилиберто: Идея Италии. Диалог между политиком и философом (Un’idea dell’Italia. Dialogo fra un politico e un filosofo, Polistampa, 2009)
- Религия и политика в глобальном мире. Доводы сторон в диалоге (Religioni e politica nel mondo globale. Le ragioni di un dialogo, Giunti, 2011)
- Между землёй и небом. Верующие и неверующие в глобальном обществе (Tra terra e cielo. Credenti e non credenti nella società globale, Giunti, 2014)
- Хорошее правительство. Миф? Красные регионы между легендой и реальностью (Buon governo. Un mito? Le Regioni rosse tra leggenda e realtà, Guerini e associati, 2015)
- Ближние и дальние. Встреча между неверующими и католиками в параболе итальянского реформизма (Vicini e lontani. L’incontro tra laici e cattolici nella parabola del riformismo italiano, Donzelli, 2016)